# کشتی مین‌جمع‌کن کلاس سونیا
کشتی مین‌جمع‌کن کلاس سونیا (به انگلیسی: Sonya-class minesweeper) یک کلاس از کشتی است که طول آن 48.8 meters می‌باشد.